# Haemanthus pubescens
Haemanthus pubescens là một loài thực vật có hoa trong họ Amaryllidaceae. Loài này được L.f. mô tả khoa học đầu tiên năm 1782.

## Hình ảnh

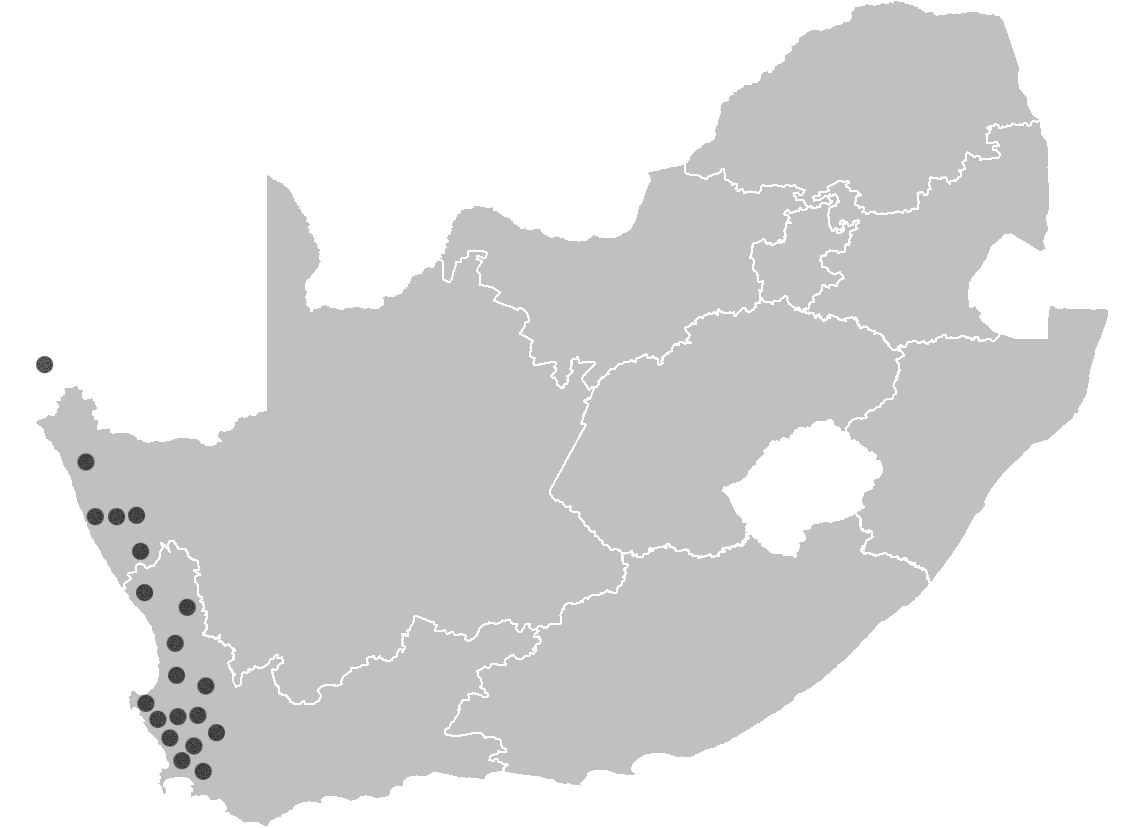
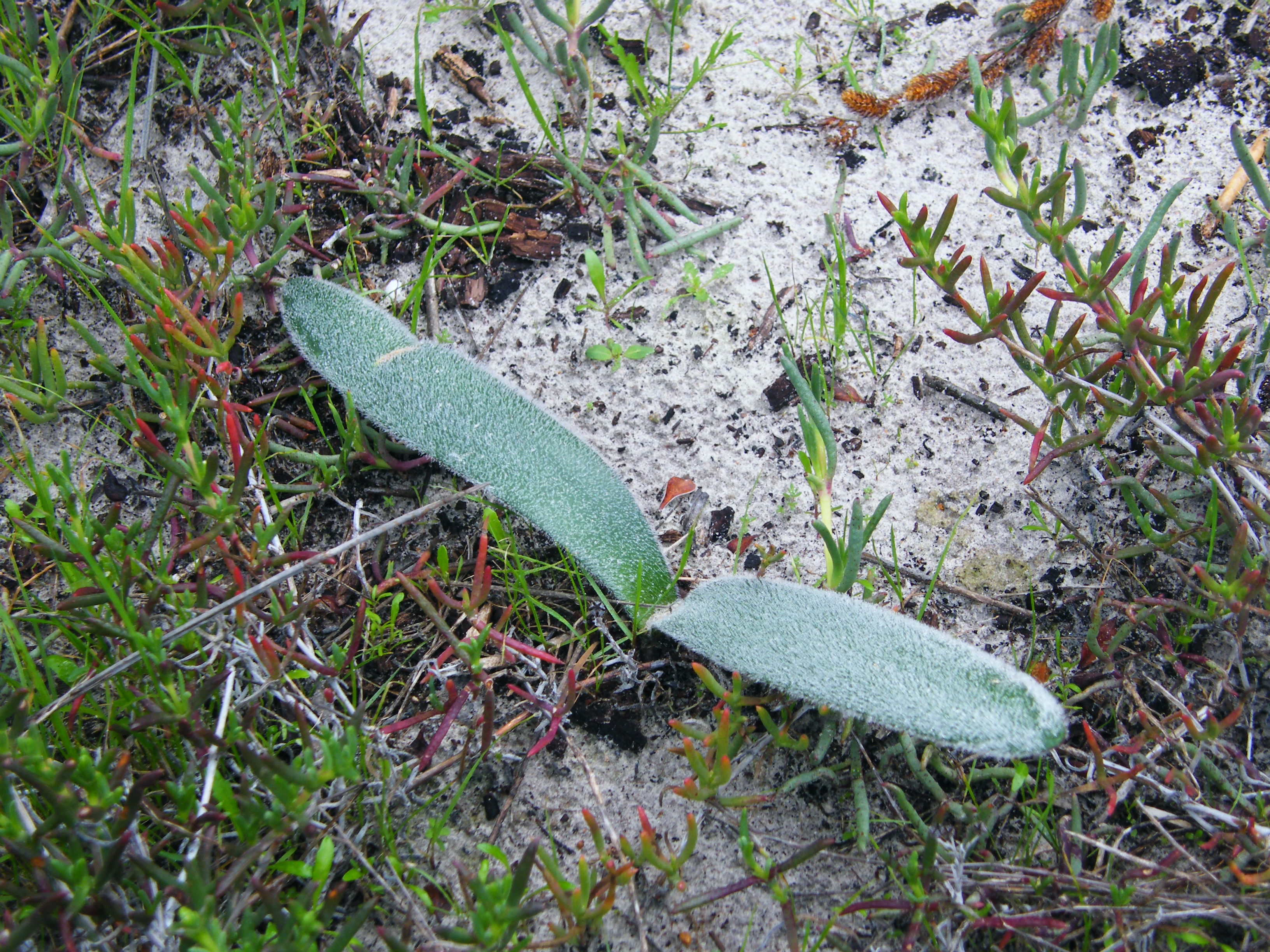
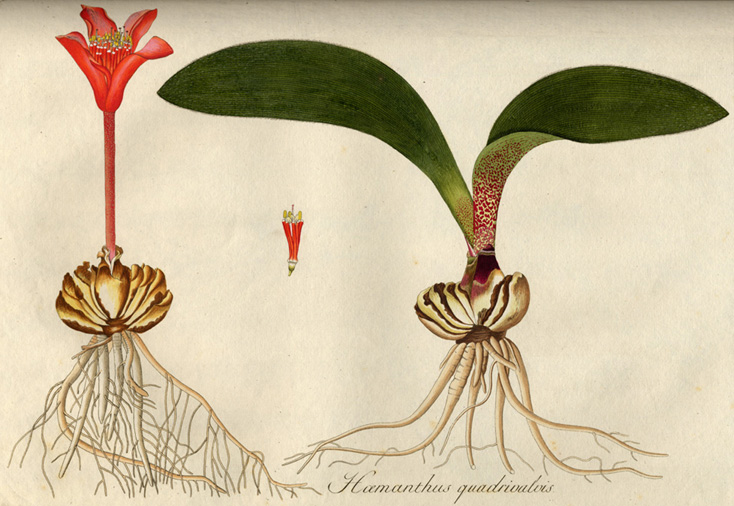
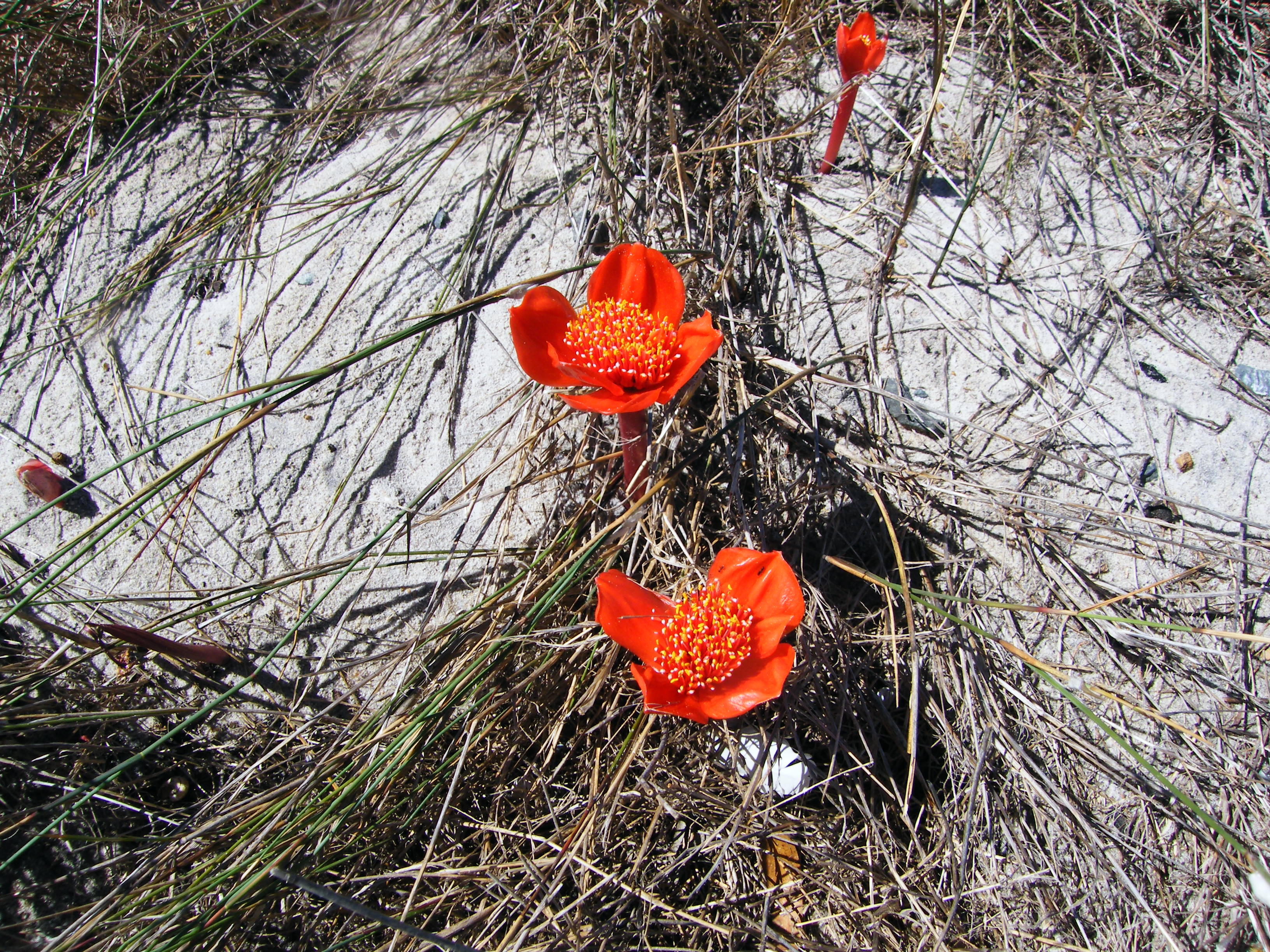